# Estisch voetbalelftal in 2007
Het Estisch voetbalelftal speelde in totaal veertien officiële interlands in het jaar 2007, waaronder negen wedstrijden in de kwalificatiereeks voor de EK-eindronde 2008 in Oostenrijk en Zwitserland. De ploeg stond voor het derde opeenvolgende jaar onder leiding van de Nederlandse bondscoach Jelle Goes, die in het najaar van 2004 zijn landgenoot Arno Pijpers was opgevolgd. Goes stapte op na de 3-0 nederlaag tegen Engeland, waarna de Estische voetbalbond de Deense oud-international Viggo Jensen aanstelde. Hij vertrok aan het einde van het jaar alweer, na acht duels de leiding te hebben gehad. Op de FIFA-wereldranglijst zakte Estland in 2007 van de 106de (januari 2007) naar de 124ste plaats (december 2007). Eén speler kwam in alle veertien duels in actie: middenvelder Aleksandr Dmitrijev.

## Balans
| Wedstrijden | Wedstrijden | Wedstrijden | Wedstrijden | Doelpunten | Doelpunten | Doelpunten | Punten |
| Gespeeld    | Winst       | Gelijk      | Verlies     | Voor       | Tegen      | Saldo      | Punten |
| ----------- | ----------- | ----------- | ----------- | ---------- | ---------- | ---------- | ------ |
| 14          | 2           | 2           | 10          | 5          | 25         | –20        | 0.429  |

## Interlands
|                                                                 |                                                                           |       |         |                                                                                             |
| 3 februari Vriendschappelijk № 296 «onderlinge duels» 20:30 uur | Polen                                                                     | 4 – 0 | Estland | Estadio Municipal de Chapín, Jerez Toeschouwers: 150 Scheidsrechter: Daniel Bancalero (ESP) |
| 3 februari Vriendschappelijk № 296 «onderlinge duels» 20:30 uur | Dariusz Dudka 25' Adam Kokoszka 32' Maciej Iwański 70' Paweł Golański 76' |       |         | Estadio Municipal de Chapín, Jerez Toeschouwers: 150 Scheidsrechter: Daniel Bancalero (ESP) |

|                                                                 |                          |       |         |                                                                                |
| 7 februari Vriendschappelijk № 297 «onderlinge duels» 20:15 uur | Slovenië                 | 1 – 0 | Estland | Športni park, Domžale Toeschouwers: 2.900 Scheidsrechter: Damien Ledentu (FRA) |
| 7 februari Vriendschappelijk № 297 «onderlinge duels» 20:15 uur | Klemen Lavrič 34' (pen.) |       |         | Športni park, Domžale Toeschouwers: 2.900 Scheidsrechter: Damien Ledentu (FRA) |

|                                                             |         |                                              |         |                                                                                   |
| 24 maart EK-kwalificatie № 298 «onderlinge duels» 20:30 uur | Estland | 0 – 2                                        | Rusland | A. Le Coq Arena, Tallinn Toeschouwers: 11.000 Scheidsrechter: Darko Ceferin (SLO) |
| 24 maart EK-kwalificatie № 298 «onderlinge duels» 20:30 uur |         | 66' Vladimir Bystrov 78' Aleksandr Kerzhakov |         | A. Le Coq Arena, Tallinn Toeschouwers: 11.000 Scheidsrechter: Darko Ceferin (SLO) |

|                                                             |                                                               |       |         |                                                                                     |
| 28 maart EK-kwalificatie № 299 «onderlinge duels» 20:30 uur | Israël                                                        | 4 – 0 | Estland | Ramat Gan Stadion, Tel Aviv Toeschouwers: 23.658 Scheidsrechter: Cüneyt Cakir (TUR) |
| 28 maart EK-kwalificatie № 299 «onderlinge duels» 20:30 uur | Idan Tal 19' Roberto Colautti 29' Ben Sahar 77' Ben Sahar 80' |       |         | Ramat Gan Stadion, Tel Aviv Toeschouwers: 23.658 Scheidsrechter: Cüneyt Cakir (TUR) |

|                                                           |         |             |         |                                                                                   |
| 2 juni EK-kwalificatie № 300 «onderlinge duels» 20:30 uur | Estland | 0 – 1       | Kroatië | A. Le Coq Arena, Tallinn Toeschouwers: 10.000 Scheidsrechter: Viktor Kassai (HUN) |
| 2 juni EK-kwalificatie № 300 «onderlinge duels» 20:30 uur |         | 32' Eduardo |         | A. Le Coq Arena, Tallinn Toeschouwers: 10.000 Scheidsrechter: Viktor Kassai (HUN) |

|                                                           |         |                                                |          |                                                                                       |
| 6 juni EK-kwalificatie № 301 «onderlinge duels» 21:30 uur | Estland | 0 – 3                                          | Engeland | A. Le Coq Arena, Tallinn Toeschouwers: 11.000 Scheidsrechter: Grzegorz Gilewski (POL) |
| 6 juni EK-kwalificatie № 301 «onderlinge duels» 21:30 uur |         | 37' Joe Cole 54' Michael Owen 62' Peter Crouch |          | A. Le Coq Arena, Tallinn Toeschouwers: 11.000 Scheidsrechter: Grzegorz Gilewski (POL) |

|                                                                |                                        |       |                    |                                                                                    |
| 22 augustus EK-kwalificatie № 302 «onderlinge duels» 19:00 uur | Estland                                | 2 – 1 | Andorra            | A. Le Coq Arena, Tallinn Toeschouwers: 10.000 Scheidsrechter: Adrian McCourt (NIR) |
| 22 augustus EK-kwalificatie № 302 «onderlinge duels» 19:00 uur | Raio Piiroja 34' Indrek Zelinski 90+2' |       | 87' Fernando Silva | A. Le Coq Arena, Tallinn Toeschouwers: 10.000 Scheidsrechter: Adrian McCourt (NIR) |

|                                                                |                           |       |         |                                                                                       |
| 8 september EK-kwalificatie № 303 «onderlinge duels» 20:30 uur | Kroatië                   | 2 – 0 | Estland | Maksimir Stadion, Zagreb Toeschouwers: 20.000 Scheidsrechter: Jérôme Laperriere (SUI) |
| 8 september EK-kwalificatie № 303 «onderlinge duels» 20:30 uur | Eduardo 39' Eduardo 45+1' |       |         | Maksimir Stadion, Zagreb Toeschouwers: 20.000 Scheidsrechter: Jérôme Laperriere (SUI) |

|                                                                 |                  |       |                  |                                                                                    |
| 12 september EK-kwalificatie № 304 «onderlinge duels» 20:30 uur | Macedonië        | 1 – 1 | Estland          | Philip II Arena, Skopje Toeschouwers: 5.000 Scheidsrechter: Leontios Trattou (CYP) |
| 12 september EK-kwalificatie № 304 «onderlinge duels» 20:30 uur | Goran Maznov 30' |       | 17' Raio Piiroja | Philip II Arena, Skopje Toeschouwers: 5.000 Scheidsrechter: Leontios Trattou (CYP) |

|                                                               |                                                                  |       |         |                                                                                       |
| 13 oktober EK-kwalificatie № 305 «onderlinge duels» 15:00 uur | Engeland                                                         | 3 – 0 | Estland | Wembley Stadium, Londen Toeschouwers: 86.655 Scheidsrechter: Nicolai Vollquartz (DEN) |
| 13 oktober EK-kwalificatie № 305 «onderlinge duels» 15:00 uur | Shaun Wright-Phillips 11' Wayne Rooney 32' Taavi Rähn 33' (e.d.) |       |         | Wembley Stadium, Londen Toeschouwers: 86.655 Scheidsrechter: Nicolai Vollquartz (DEN) |

|                                                                 |         |                   |            |                                                                                     |
| 17 oktober Vriendschappelijk № 306 «onderlinge duels» 16:00 uur | Estland | 0 – 1             | Montenegro | A. Le Coq Arena, Tallinn Toeschouwers: 2.000 Scheidsrechter: Peter Fröjdfeldt (SWE) |
| 17 oktober Vriendschappelijk № 306 «onderlinge duels» 16:00 uur |         | 71' Mirko Vučinić |            | A. Le Coq Arena, Tallinn Toeschouwers: 2.000 Scheidsrechter: Peter Fröjdfeldt (SWE) |

|                                                                 |                                            |       |         |                                                                                     |
| 9 november Vriendschappelijk № 307 «onderlinge duels» 17:45 uur | Saoedi-Arabië                              | 2 – 0 | Estland | Prince Sultan bin Fahd Stadion, Jeddah Toeschouwers: 2.500 Scheidsrechter: onbekend |
| 9 november Vriendschappelijk № 307 «onderlinge duels» 17:45 uur | Taisir Al-Jassim 27' Yasser Al-Qahtani 38' |       |         | Prince Sultan bin Fahd Stadion, Jeddah Toeschouwers: 2.500 Scheidsrechter: onbekend |

|                                                                |         |                                   |         |                                                                                         |
| 17 november EK-kwalificatie № 308 «onderlinge duels» 18:00 uur | Andorra | 0 – 2                             | Estland | Estadi Comunal, Andorra la Vella Toeschouwers: 200 Scheidsrechter: William Collum (SCO) |
| 17 november EK-kwalificatie № 308 «onderlinge duels» 18:00 uur |         | 31' Andres Oper 60' Joel Lindpere |         | Estadi Comunal, Andorra la Vella Toeschouwers: 200 Scheidsrechter: William Collum (SCO) |

|                                                                  |             |       |         |                                                                                  |
| 21 november Vriendschappelijk № 309 «onderlinge duels» 16:00 uur | Oezbekistan | 0 – 0 | Estland | MHSK Stadion, Tasjkent Toeschouwers: 3.000 Scheidsrechter: Ravshan Irmatov (UZB) |
| 21 november Vriendschappelijk № 309 «onderlinge duels» 16:00 uur |             |       |         | MHSK Stadion, Tasjkent Toeschouwers: 3.000 Scheidsrechter: Ravshan Irmatov (UZB) |

## FIFA-wereldranglijst
| JAN | FEB | MAR | APR | MEI | JUN | JUL | AUG | SEP | OKT | NOV | DEC |
| --- | --- | --- | --- | --- | --- | --- | --- | --- | --- | --- | --- |
| 106 | 106 | 106 | 110 | 110 | 121 | 124 | 125 | 127 | 130 | 128 | 124 |

## Hõbepall
Sinds 1995 reiken Estische voetbaljournalisten, verenigd in de Eesti Jalgpalliajakirjanike Klubi, jaarlijks een prijs uit aan een speler van de nationale ploeg die het mooiste doelpunt maakt. In het dertiende jaar sinds de introductie van de ereprijs ging de Zilveren Bal (Hõbepall) opnieuw naar aanvaller Indrek Zelinski voor zijn treffer in het duel tegen Andorra, gemaakt op 22 augustus. Zelinski won de prijs eerder in 2000 en 2003.

## Statistieken
| Mart Poom              | 1972-02-03 | Watford           | 8  | 0 | 0 | 116 | 0  |
| Pavel Londak           | 1980-05-14 | FK Bodø/Glimt     | 4  | 0 | 0 | 7   | 0  |
| Mihkel Aksalu          | 1984-11-07 | FC Flora Tallinn  | 2  | 0 | 0 | 2   | 0  |
| Sergei Pareiko         | 1977-01-31 | Tom Tomsk         | 0  | 1 | 0 | 5   | 0  |
| Verdediging            |            |                   |    |   |   |     |    |
| Ragnar Klavan          | 1985-10-30 | Heracles Almelo   | 11 | 0 | 0 | 42  | 1  |
| Dmitri Kruglov         | 1984-05-24 | Neftçi Bakoe      | 10 | 1 | 0 | 32  | 1  |
| Enar Jääger            | 1984-11-18 | Aalesunds FK      | 10 | 0 | 0 | 50  | 0  |
| Andrei Stepanov        | 1979-03-16 | FK Khimki         | 10 | 0 | 0 | 74  | 1  |
| Raio Piiroja           | 1979-07-11 | Fredrikstad FK    | 8  | 1 | 2 |     |    |
| Taavi Rähn             | 1981-05-16 | Ekranas Panevėžys | 6  | 1 | 0 |     |    |
| Alo Bärengrub          | 1984-02-12 | FC Flora Tallinn  | 5  | 0 | 0 |     |    |
| Tihhon Šišov           | 1983-02-11 | Levadia Tallinn   | 3  | 1 | 0 |     |    |
| Urmas Rooba            | 1978-07-08 | TPS Turku         | 3  | 0 | 0 |     |    |
| Teet Allas             | 1977-06-02 | FC Flora Tallinn  | 2  | 2 | 0 |     |    |
| Marek Lemsalu          | 1972-11-24 | Levadia Tallinn   | 2  | 0 | 0 |     |    |
| Taijo Teniste          | 1988-01-31 | Levadia Tallinn   | 1  | 2 | 0 | 3   | 0  |
| Siim Roops             | 1986-03-04 | FC Flora Tallinn  | 0  | 1 | 0 | 1   | 0  |
| Middenveld             |            |                   |    |   |   |     |    |
| Aleksandr Dmitrijev    | 1982-02-18 | Levadia Tallinn   | 14 | 0 | 0 |     |    |
| Joel Lindpere          | 1981-10-05 | Tromsø IL         | 12 | 0 | 1 |     |    |
| Martin Reim            | 1971-05-14 | FC Flora Tallinn  | 4  | 4 | 0 |     |    |
| Sergei Terehhov        | 1975-04-18 | TVMK Tallinn      | 4  | 1 | 0 |     |    |
| Tarmo Kink             | 1985-10-06 | Levadia Tallinn   | 3  | 9 | 0 |     |    |
| Aivar Anniste          | 1980-02-18 | TVMK Tallinn      | 2  | 3 | 0 |     |    |
| Gert Kams              | 1985-05-25 | FC Flora Tallinn  | 2  | 3 | 0 | 5   | 0  |
| Konstantin Vassiljev   | 1984-08-16 | Nafta Lendava     | 2  | 2 | 0 | 6   | 0  |
| Andrei Sidorenkov      | 1984-02-12 | FC Flora Tallinn  | 2  | 1 | 0 |     |    |
| Liivo Leetma           | 1977-01-20 | Tallinna Kalev    | 2  | 0 | 0 |     |    |
| Ats Purje              | 1985-08-03 | Levadia Tallinn   | 0  | 1 | 0 |     |    |
| Aanval                 |            |                   |    |   |   |     |    |
| Kaimar Saag            | 1988-08-05 | Silkeborg IF      | 6  | 1 | 0 |     |    |
| Andres Oper            | 1977-11-07 | Roda JC           | 5  | 1 | 1 |     |    |
| Tarmo Neemelo          | 1982-02-10 | GIF Sundsvall     | 4  | 3 | 0 |     |    |
| Vladimir Voskoboinikov | 1983-02-02 | Torpedo Moskou    | 3  | 0 | 0 |     |    |
| Oliver Konsa           | 1985-03-04 | TVMK Tallinn      | 2  | 3 | 0 | 5   | 0  |
| Indrek Zelinski        | 1974-11-13 | Levadia Tallinn   | 1  | 0 | 1 | 102 | 27 |
| Vjatšeslav Zahovaiko   | 1981-12-29 | FC Flora Tallinn  | 1  | 0 | 0 | 32  | 4  |
| Jarmo Ahjupera         | 1984-04-13 | FC Flora Tallinn  | 0  | 2 | 0 |     |    |
| Kristen Viikmäe        | 1979-02-10 | FC Flora Tallinn  | 0  | 2 | 0 |     |    |

EJL · A-internationals · Bondscoaches · Statistieken · Estisch vrouwenelftal · Olympisch elftal · Estland U21 · Estland U20 · Estland U19 · Estland U18 · Estland U17 · Estland U16
1920 – 1929 ·
1930 – 1939 ·
1940 – 1949 ·
1950 – 1990 · 
1990 – 1999 ·
2000 – 2009 ·
2010 – 2019 ·
2020 − 2029
OS 1924
1920 ·
1921 ·
1922 ·
1923 ·
1924 ·
1925 ·
1926 ·
1927 ·
1928 ·
1929 · 
1930 · 
1931 · 
1932 · 
1933 · 
1934 · 
1935 · 
1936 · 
1937 · 
1938 · 
1939 · 
1940 · 
1941 · 
1942 · 
1943 · 1944 · 
1945 · 
1946 · 
1947 · 
1948 · 
1949 · 
1950 – 1990 · 
1991 · 
1992 · 
1993 · 
1994 · 
1995 · 
1996 · 
1997 · 
1998 · 
1999 · 
2000 · 
2001 · 
2002 · 
2003 · 
2004 · 
2005 · 
2006 · 
2007 · 
2008 · 
2009 · 
2010 · 
2011 · 
2012 · 
2013 · 
2014 · 
2015 · 
2016 ·
2017 ·
2018 ·
2019 ·
2020
Albanië ·
Andorra ·
Angola ·
Antigua en Barbuda ·
Argentinië ·
Armenië ·
Azerbeidzjan ·
België ·
Bosnië-Herzegovina ·
Brazilië ·
Bulgarije ·
Canada ·
Chili ·
China ·
Cyprus ·
Denemarken ·
Duitsland ·
Ecuador ·
Egypte ·
El Salvador ·
Engeland ·
Equatoriaal-Guinea ·
Faeröer ·
Fiji ·
Filipijnen ·
Finland ·
Frankrijk ·
Georgië · 
Gibraltar ·
Griekenland ·
Hongarije ·
Hongkong ·
Ierland ·
IJsland ·
Indonesië ·
Irak ·
Israël ·
Italië ·
Jordanië ·
Kazachstan ·
Kirgizië ·
Kroatië ·
Letland ·
Libanon ·
Liechtenstein ·
Litouwen ·
Luxemburg ·
Malta ·
Marokko ·
Mexico ·
Moldavië ·
Montenegro ·
Nederland ·
Nieuw-Caledonië ·
Nieuw-Zeeland ·
Noord-Ierland ·
Noord-Macedonië ·
Noorwegen ·
Oekraïne ·
Oezbekistan ·
Oman ·
Oostenrijk ·
Polen ·
Portugal ·
Qatar ·
Roemenië ·
Rusland ·
Saint Kitts en Nevis ·
San Marino ·
Saoedi-Arabië ·
Schotland ·
Servië ·
Slovenië ·
Slowakije · 
Spanje ·
Tadzjikistan ·
Thailand ·
Trinidad en Tobago ·
Tsjechië ·
Turkije ·
Turkmenistan ·
Uruguay ·
Vanuatu ·
Venezuela ·
Verenigde Arabische Emiraten ·
Verenigde Staten ·
Vietnam ·
Wales ·
Wit-Rusland ·
Zweden ·
Zwitserland